# Hansez
Hansez is een gehucht van Olne, een gemeente in de Belgische provincie Luik.
Het gehucht ligt op het Plateau van Herve, op een hoogte van ongeveer 250 meter, ten zuidwesten van Olne en ten westen van Nessonvaux, op een bergrug die die naar het oosten en zuiden steil, en naar het westen vlakker afloopt.
In de omgeving van Hansez werd en wordt veel graan verbouwd, getuige een aantal vierkantshoeven met grote schuren, meestal uit de 18e en 19e eeuw. Ook de teelt van distels, voor het kaarden van wol, was in het verleden van belang.
In 1924 werd door de bewoners in Hansez een kapel gebouwd, uitgevoerd in kalksteenblokken. Deze betreedbare kapel heeft een vlak afgesloten koor.